# Сражение при Баяндуре
Сражение при Баяндуре — одно из первых сражений на кавказском театре военных действий во время Крымской войны, произошедшее 31 октября (12 ноября) 1853 года.
В конце октября 1853 года турецкие войска Анатолийской армии (35 тысяч при 46 орудиях) Абди-паши, начав наступление от Карса, расположились близ Баш-Шурагели, селения на правом берегу Арпачая, в 15 верстах от Александрополя.
Желая получить точные сведения о расположении противника, командующий действующим корпусом генерал-лейтенант князь В. О. Бебутов выслал из Александрополя к селу Баяндур отряд генерал-майора князя И. Д. Орбелиани (7,5 батальонов, 7 эскадронов и сотен, несколько сотен грузинской милиции и 28 орудий, всего 7000 штыков и сабель).
Орбелиани, построив свой отряд в боевой порядок, двинулся через село Малый Караклис к Баяндуру. От его отряда не было выслано авангарда, и, не зная о близком нахождении войск противника, Орбелиани, переправившись через большой овраг у Караклиса, около двух часов пополудни подошел к туркам на близкий орудийный выстрел. Внезапный огонь турецкой артиллерии (около 40 орудий) заставил отряд остановиться и занять оборонительную позицию. Обратная переправа через Караклисский овраг и отступление к Александрополю были невозможны, и Орбелиани принял бой. Попытка турецкой кавалерии и курдов обойти правый фланг и отрезать его от Александрополя была отражена стремительной атакой двух дивизионов Нижегородских драгун. Однако грузинская милиция бежала с поля боя и распространила тревогу среди населения.
Услышав канонаду со стороны Баяндура и осознавая опасность положения, Бебутов собрал остальные войска (всего 3 батальона, 6 эскадронов и 12 орудий) и в 4 часа дня быстро выступил с ними из Александрополя  к Баяндуру, направляя движение к левому флангу турок и, таким образом, угрожая его путям отступления. Турки стали постепенно ослаблять огонь своей артиллерии по отряду Орбелиани и переправляться обратно за Арпачай к Баш-Шурагелю. 
Бебутов, соединившись с Орбелиани, увел ночью весь отряд обратно в Александрополь. Отряд Орбелиани потерял под Баяндуром около 800 человек убитыми и ранеными.